# (12469) Katsuura
(12469) Katsuura est un astéroïde de la ceinture principale.

## Description
(12469) Katsuura est un astéroïde de la ceinture principale. Il fut découvert le 9 janvier 1997 à Chichibu par Naoto Satō. Il présente une orbite caractérisée par un demi-grand axe de 2,28 UA, une excentricité de 0,09 et une inclinaison de 5,7° par rapport à l'écliptique.

## Compléments